# Felimida clenchi
Felimida clenchi is een slakkensoort uit de familie van de Chromodorididae. De wetenschappelijke naam van de soort is voor het eerst geldig gepubliceerd in 1935 door Russell.